# José Capellán
José Francisco Capellán (13 de enero de 1981 - 7 de abril de 2015) fue un lanzador dominicano que jugó en las Grandes Ligas. Capellán jugó con los Tigres de Detroit, Bravos de Atlanta, Cerveceros de Milwaukee, Rockies de Colorado, Reales de Kansas City, y Astros de Houston. También jugó con Hanwha Eagles de la Organización Coreana de Béisbol. Capellán lanza una bola rápida que se ha registrado en las 100 MPH.
En 2004, Capellán lanzó en Single-A, Doble-A y Triple-A, y publicó un total combinado de 14-5 con una efectividad de 2.80. En tres partidos con los Bravos de Atlanta después de una llamada a filas en septiembre de 2004, Capellán acumuló un récord de 0-1 con una efectividad de 11.25 en 8 innings.
Un prospecto muy promocionado, Capellán fue adquirido por los Cerveceros después de un rápido ascenso en el sistema de los Bravos a cambio del relevista Dan Kolb.
Capellán abrió la temporada 2005 con el equipo Triple-A, Nashville Sounds, y fue llamado al club de Grandes Ligas de los Cerveceros, donde trabajó como relevista a través de la temporada 2005. Al final de los entrenamientos de primavera en 2007, fue enviado de vuelta a Triple-A después de un pobre desempeño, y exigió un canje y hasta consideró el retiro. Su deseo finalmente se hizo realidad el 1 de julio de 2007, cuando fue canjeado a los Tigres de Detroit por el lanzador de ligas menores Chris Cody.
Capellán fue cambiado de Detroit a los Rockies de Colorado a cambio del lanzador Denny Bautista el 4 de diciembre de 2007. El 5 de mayo de 2008, Capellán fue liberado por los Rockies después de haber sido designado para asignación. A finales de junio, Capellán firmó un contrato de ligas menores con los Reales de Kansas City y se convirtió en agente libre tras la temporada.
Capellán firmó un contrato de ligas menores con los Astros de Houston el 14 de enero de 2009, y fue invitado a los entrenamientos de primavera.
Hanwha Eagles, un club de béisbol profesional de Corea, reveló que habrían adquirido a Capellán el 10 de diciembre de 2009. Capellán estuvo considerado para ser titular de los Eagles  en 2010 y estaba programado para ganar $250,000 al año. Fue liberado por Hanwha Eagles el 5 de agosto de 2010.

## Fallecimiento
El pitcher José Capellán, falleció en la ciudad de Filadelfia, el día 7 de abril de 2015 por un infarto al miocardio.